# Sinagoga Isaac Bengualid
La sinagoga Isaac Bengualid (en hebreo: בית הכנסת של יצחק בן וואליד‎) (en árabe: كنيس إسحاق بن الوليد‎) es una sinagoga ubicada en la Mellah, el antiguo barrio judío de Tetuán, Marruecos.

## Historia
La sinagoga lleva el nombre del rabino Isaac Bengualid (1777–1870), autor de Vayomer Yitzhak en dos volúmenes, una historia de los judíos de Tetuán. El rabino Bengualid era un miembro destacado de la comunidad judía de Tetuán, que en ese momento contaba con unos 4.200 miembros, y era considerado el centro de la comunidad sefardí marroquí.La sinagoga Isaac Ben Walid se construyó en la nueva mellah al sur de la medina de Tetuán, creada cuando el sultán Sulaymán decidió construir una gran mezquita en el lugar de la antigua mellah. En aquella época, Tetuán era el corazón de la comunidad sefardí en Marruecos y contaba con 16 sinagogas.En la ciudad de Tetuán, el número de residentes judíos generalmente oscilaba entre 3.000 y 8.000 personas, la mayoría de ellos eran artesanos, comerciantes y vendedores ambulantes. 
Desde 1948, acentuado con el fin del protectorado español de Marruecos, la población judía de Tetuán ha disminuido (en la actualidad, la población de judíos en Tetuán se estima en un par de decenas). La sinagoga celebró su último servicio regular en 1968, y actualmente sólo se utiliza para visitas guiadas o para peregrinaciones de antiguos residentes durante el hilulá; la comunidad judía marroquí lo transformó en museo.
En 2001, la AECID y la Junta de Andalucía financiaron la restauración de la sinagoga, en colaboración con el Ayuntamiento de Tetuán, la Fundación para el Patrimonio Cultural Judío Marroquí y la familia Bengualid, propietaria aún del edificio.

## Arquitectura
Su segundo piso servía como yeshivá y también contenía una mikve para mujeres y un horno para la preparación de matzá.